# Neomammillaria haageana
Neomammillaria haageana là một loài thực vật có hoa trong họ Cactaceae. Loài này được (Pfeiff.) Britton & Rose mô tả khoa học đầu tiên năm 1923.